# Andy Kennedy
Andrew James "Andy" Kennedy (Louisville, Misisipi, 13 de marzo de 1968) es un entrenador y exjugador de baloncesto estadounidense que ejerce en la NCAA. Entrenador de baloncesto desde los 26 años, como jugador tuvo una modesta carrera.

## Trayectoria

### Jugador
- Peristeri Atenas  (1991-92)
- Selex BSW  (1991-92)
- Valencia Basket (1991-92)

### Entrenador
- Universidad del Sur de Alabama (1994–1995) (asist.)
- Universidad de Alabama en Birmingham (1996–2001) (asist.)
- Universidad de Cincinnati (2001–2005) (asist.)
- Universidad de Cincinnati (2005–2006)
- Universidad de Misisipi (2006–presente)